# Twenty-Twenty
《Twenty-Twenty》（韓語：트웬티트웬티），為韓國Playlist於2020年8月15日至10月21日每週三、六透過NAVER TV、V LIVE上線公開的原創劇集。本劇為《A-TEEN》製作團隊的全新作品，由韓秀智執導、成所恩執筆劇本，講述剛滿20歲的年輕人們在初次享有的自由及責任中尋找自我並成長的故事。JTBC隨後於2020年9月6日起，每週日晚間11點50分（KST）將兩集合併為一集播出。海外則由Rakuten Viki、WeTV購入版權播出。

## 演員陣容

### 主要人物
| 演員   | 角色   | 簡介                                                                                             |
| 韓成敏 | 蔡多熙 | 20歲、A型。研麗大學政治外交系。 個性冷酷，在媽媽的控制下長大。遇見賢鎮後內心產生了變化。         |
| 金宇碩 | 李賢鎮 | 20歲、AB型。研麗大學經濟系。 個性獨立，在工作優先的家庭中長大。唯一治癒自己的是音樂。喜歡作曲。  |
| 朴相南 | 鄭夏俊 | 20歲、O型。研麗大學政治外交系。 個性親切、人緣佳。對於逐漸改變的多熙感到生疏。                   |
| 康裕瓚 | 孫寶炫 | 20歲、AB型。重考生。 賢鎮的老朋友。個性活潑喧鬧，充實地過著每一天的生活。                        |
| 蔡元彬 | 白藝恩 | 20歲、B型。研麗大學政治外交系。 個性我行我素，偶爾會多管閒事而伸張正義。隱藏著一顆細膩的心。     |
| 陳浩恩 | 姜大根 | 23歲、A型。休學生。 喜歡照顧弟弟們。不太會看眼色。偶然和夏俊重逢，對於不記得自己的對方感到奇怪。 |

### 其他人物
| 演員   | 角色   | 簡介 |
| 裴海善 | 蔡允靜 | 多熙母親。 因為是未婚媽媽，所以更完美地培養多熙。不知何時開始母女感情出了問題，對於不理解自己苦心的多熙感到苦惱。 |
| 李勝一 | 權基重 | 研麗大學政治外交系復學生。 想成為帥氣的前輩卻因為太笨拙且虛張聲勢而成了討人厭的前輩。忌妒人緣好的夏俊。           |

### 特別出演
| 演員                          | 角色             |
| 李娜恩 （APRIL）              | 金荷娜 (金昭妍)  |
| 崔普閔（Golden Child）        | 柳周河           |
| 金秀炫(Billlie)               | 余寶藍           |
| 柳宜賢                        | 車基現           |
| 韓知曉                        | 朴旻靜           |
| 洪錫天                        | 烤腸店老闆       |
| Jun（A.C.E）                  | 寶炫的補習班朋友 |
| Hangzoo                       | 手機店老闆       |
| MC Dingdong                   | 喝酒大會主持人   |
| 李基燦                        | 音樂製作人       |
| 李鍾元                        | 王情多           |
| 梁洪碩（Pentagon (男子組合)） | 大根玩音樂的朋友 |
| 姜炯求（Pentagon (男子組合)） | 大根玩音樂的朋友 |

## 各集標題
依官方V LIVE及NAVER TV上傳或公開時間排序。
| 集數 （季） | 標題 | 上線日期       |
| ----------- | --- | -------------- |
| 1           | 二十歲，正在越界的我們 (決定越過，絕對不能越過的界線） 스무 살, 그리고 선 (부제: 절대 넘지 못하는 선,그 선을 넘기로 했다) | 2020年8月15日  |
| 2           | 陌生 （20歲，改變我的一切） 낯선 (부제: 스무 살,내 모든 것이 바뀌어버렸다)                                                | 2020年8月19日  |
| 3           | 動搖 （決定跟隨自己的想法行動） 흔들린 (부제: 마음 가는 대로 하기 시작했다)                                               | 2020年8月22日  |
| 4           | 應該遵守的界線 （因為女性朋友而越過了界線） 지켜야 하는 선(부제: 여사친 때문에 선을 넘었다)                               | 2020年8月26日  |
| 5           | 同一邊 （曖昧時一定會得到回覆的方法） 같은 편(부제:썸탈 때 무조건 답장 오게 하는 법)                                      | 2020年8月29日  |
| 6           | 線的另一邊 （處理越界的人的方法） 선의 반대편(부제:선 넘는 사람 처리하는 방법)                                            | 2020年9月2日   |
| 7           | 線與線間的空隙1 （怎樣才能放過我） 선의 사이,틈(부제:도대체 어떻게 해야 놔줄건데)                                         | 2020年9月5日   |
| 8           | 線與線間的空隙2（我自己誤會了） 선의 사이,틈2(부제:나 혼자 착각하고 있었다)                                               | 2020年9月9日   |
| 9           | 視線（一句話都說不出口） 사선(부제:단 한마디도 할 수 없었다)                                                              | 2020年9月12日  |
| 10          | 點至線的起始（決定不再期待了） 점,선의 시작(부제:더 이상 기대하지 않기로 했다)                                            | 2020年9月16日  |
| 11          | 善意（半夜打給你的電話很礙眼） 선의(부제:한밤중에 너에게 걸려온 전화가 거슬린다）                                         | 2020年9月19日  |
| 12          | 選擇（毫無計劃地去了你家） 선택(부제:무작정 너의 집으로 찾아갔다）                                                        | 2020年9月23日  |
| 13          | 導火線（成人日去曖昧男的工作室玩了） 도화선(부제:성년의 날,썸남의 작업실에 놀러갔다）                                     | 2020年9月26日  |
| 14          | 轉折點（未婚媽媽說不應該這樣養我） 변곡점（부제:미혼모라 날 잘못 키웠다고 말하는 엄마）                                   | 2020年9月30日  |
| 15          | 面對（這種時候該怎麼辦？） 직면 （부제:이럴 때는 어떻게 해야 돼?）                                                        | 2020年10月3日  |
| 16          | 脫軌（爸媽注意）瞞著媽媽半夜溜出去見男友的人？） 탈선（부제:엄빠주의) 엄마 몰래 새탈해서 남친 만나본 사람?）              | 2020年10月7日  |
| 17          | 稜角（朋友背叛了我） 모서리（부제:친구가 날 배신했다）                                                                    | 2020年10月10日 |
| 18          | 碰撞（決定無故外宿） 부딪힘（부제:무단외박을 하기로 결심했다）                                                            | 2020年10月14日 |
| 19          | 坦率（終於知道我一直一個人的理由） 솔직함（부제:내가 늘 혼자였던 이유를 알게 됐다）                                       | 2020年10月17日 |
| 20          | 二十歲，跨越界線的我們（二十歲，遇見線外的我們） 스무 살,선을 넘는 우리들（부제:스무살,선 너머의 우리를 만났다）          | 2020年10月21日 |

## 原聲帶
- Part.1（發行日期：2020年9月16日）

| 曲序 | 曲目                   | 演唱     | 时长 |
| ---- | ---------------------- | -------- | ---- |
| 1.   | TWENTY-TWENTY          | Pentagon | 3:06 |
| 2.   | TWENTY-TWENTY（Inst.） |          | 3:06 |

- Part.2（發行日期：2020年10月3日）

| 曲序 | 曲目                        | 演唱 | 时长 |
| ---- | --------------------------- | ---- | ---- |
| 1.   | Just Like The Rain          | Gray | 3:18 |
| 2.   | Just Like The Rain（Inst.） |      | 3:18 |

- Part.3（發行日期：2020年10月17日）

| 曲序 | 曲目              | 演唱 | 时长 |
| ---- | ----------------- | ---- | ---- |
| 1.   | 아무말도          | SOLE | 3:07 |
| 2.   | 아무말도（Inst.） |      | 3:07 |

- Part.4（發行日期：2020年10月28日）

| 曲序 | 曲目            | 演唱 | 时长 |
| ---- | --------------- | ---- | ---- |
| 1.   | I’m me          | 01z  | 2:28 |
| 2.   | I’m me（Inst.） |      | 2:28 |

## 迴響

### 韓國GoodData話題性排行
電視劇部分
| 日期      | 佔有率 | 排名 |
| --------- | ------ | ---- |
| 8月第4週  | 2.91%  | 10   |
| 9月第1週  | 4.05%  | 7    |
| 9月第2週  | 3.46%  | 7    |
| 9月第3週  | 3.22%  | 8    |
| 10月第1週 | 2.19%  | 8    |

## 外部連結
- Daum上《Twenty-Twenty》的資料
- Twenty-Twenty播放列表 （页面存档备份，存于）
- Twenty-Twenty的Facebook專頁 
- Twenty-Twenty的Instagram帳戶 
- Wavve官方網站 （页面存档备份，存于）
- Viki官方網站
- Twenty-Twenty （页面存档备份，存于） NAVER TV 
- Twenty-Twenty（页面存档备份，存于） YouTube 
- Twenty-Twenty（页面存档备份，存于） WeTV （繁體中文）
- Twenty-Twenty bilibili （简体中文）
- 互联网电影数据库（IMDb）上《Twenty-Twenty》的资料（英文）